# Pomnik ofiar I wojny światowej w Arcachon

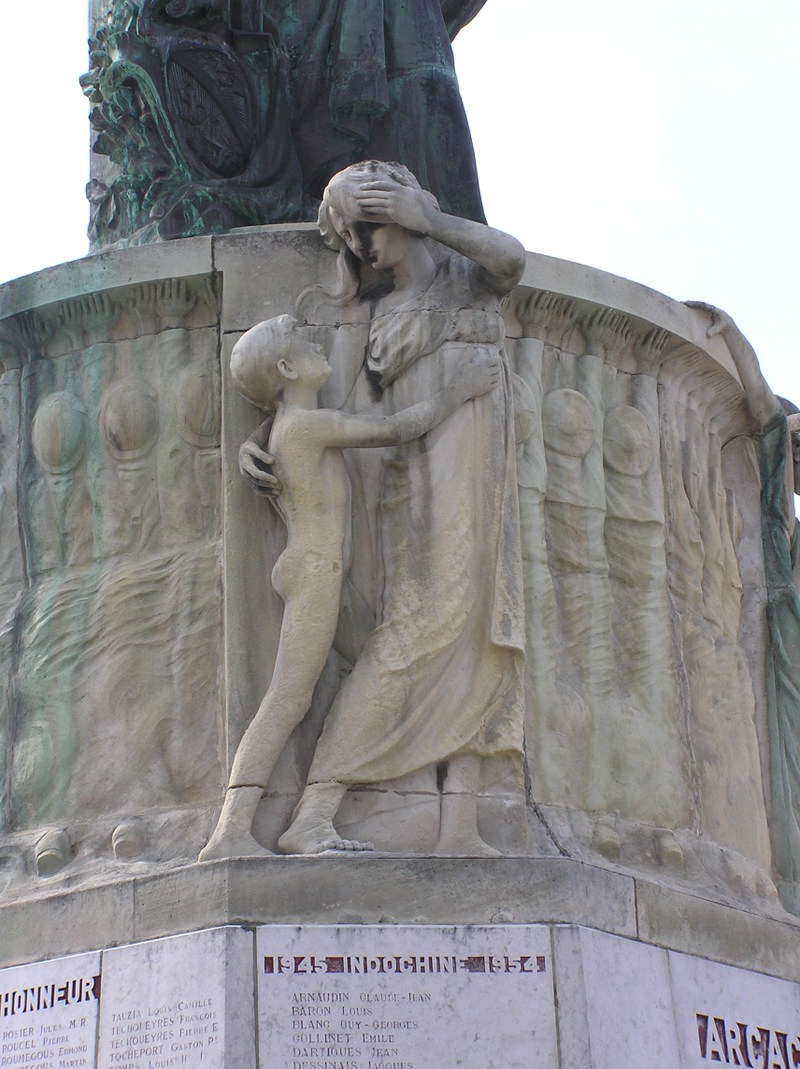
Sierota, element pomnika w Arcachon

Pomnik ofiar I wojny światowej w Arcachon – pomnik wykonany w latach 1922-1924 przez Alexandre'a Maspoliego, wzniesiony na Place de Verdun.
Centralną figurą pomnika jest postać Zwycięstwa podtrzymywana przez grupę żołnierzy bez twarzy. Obok nich znajdują się figury kobiet opłakujących zabitych oraz postacie pocieszanych przez nie sierot. Poniżej figury Zwycięstwa wyrzeźbiona została inskrypcja łacińska - PAX - LABOR oraz francuska Dla prawa - dla pokoju.
Na pomniku znalazło się również 258 nazwisk mieszkańców Arcachon zabitych w I wojnie światowej. W kolejnych dekadach do listy dopisywane były nazwiska ofiar II wojny światowej, wojny w Indochinach oraz w Algierii.